# Охожа (Холмський повіт)
Охожа (пол. Ochoża) — село в Польщі, у гміні Вербиця Холмського повіту Люблінського воєводства. Населення — 240 осіб (2011).

## Історія
За даними етнографічної експедиції 1869—1870 років під керівництвом Павла Чубинського, у селі здебільшого проживали римо-католики, проте населення переважно розмовляло українською мовою.
У 1975—1998 роках село належало до Холмського воєводства.

## Демографія
Демографічна структура станом на 31 березня 2011 року:
|          | Загалом | Допрацездатний вік | Працездатний вік | Постпрацездатний вік |
| -------- | ------- | ------------------ | ---------------- | -------------------- |
| Чоловіки | 121     | 30                 | 74               | 17                   |
| Жінки    | 119     | 15                 | 62               | 42                   |
| Разом    | 240     | 45                 | 136              | 59                   |